# Economía de Liechtenstein
La economía de Liechtenstein, a pesar del pequeño tamaño y la escasez de recursos naturales del país, está altamente industrializada, orientada hacia la libre empresa y posee la tercera renta per cápita más alta del mundo, después de Catar y Luxemburgo. Se concentra predominantemente en el sector secundario (industria), que representa alrededor del 40 % del PIB, y en el terciario (servicios), con alrededor del 55 %. Los servicios financieros suponen alrededor del 24 % del PIB, cerca de la mitad del sector terciario, mientras que el sector primario (agricultura) representa aproximadamente el 8 %. Debido a su ubicación central en Europa, este principado cuenta con una ventaja geográfica.[cita requerida] A pesar de contar con un pequeño mercado interno, la economía industrial es más grande gracias a su orientación hacia las exportaciones.
La economía del país está altamente diversificada, con un gran número de pequeñas empresas. Bajos impuestos sobre los negocios —el tipo impositivo máximo es del 20 %— y regulaciones sencillas han incentivado a muchos holdings a establecer oficinas en Liechtenstein, proporcionando el 30 % de los ingresos del Estado. El país participa en una unión aduanera con Suiza y usa el franco suizo como moneda nacional. Liechtenstein importa más de 90 % de sus necesidades energéticas. El país es miembro del Espacio Económico Europeo (una organización que actúa como un puente entre la Asociación Europea de Libre Comercio (AELC) y la Unión Europea) desde mayo de 1995.

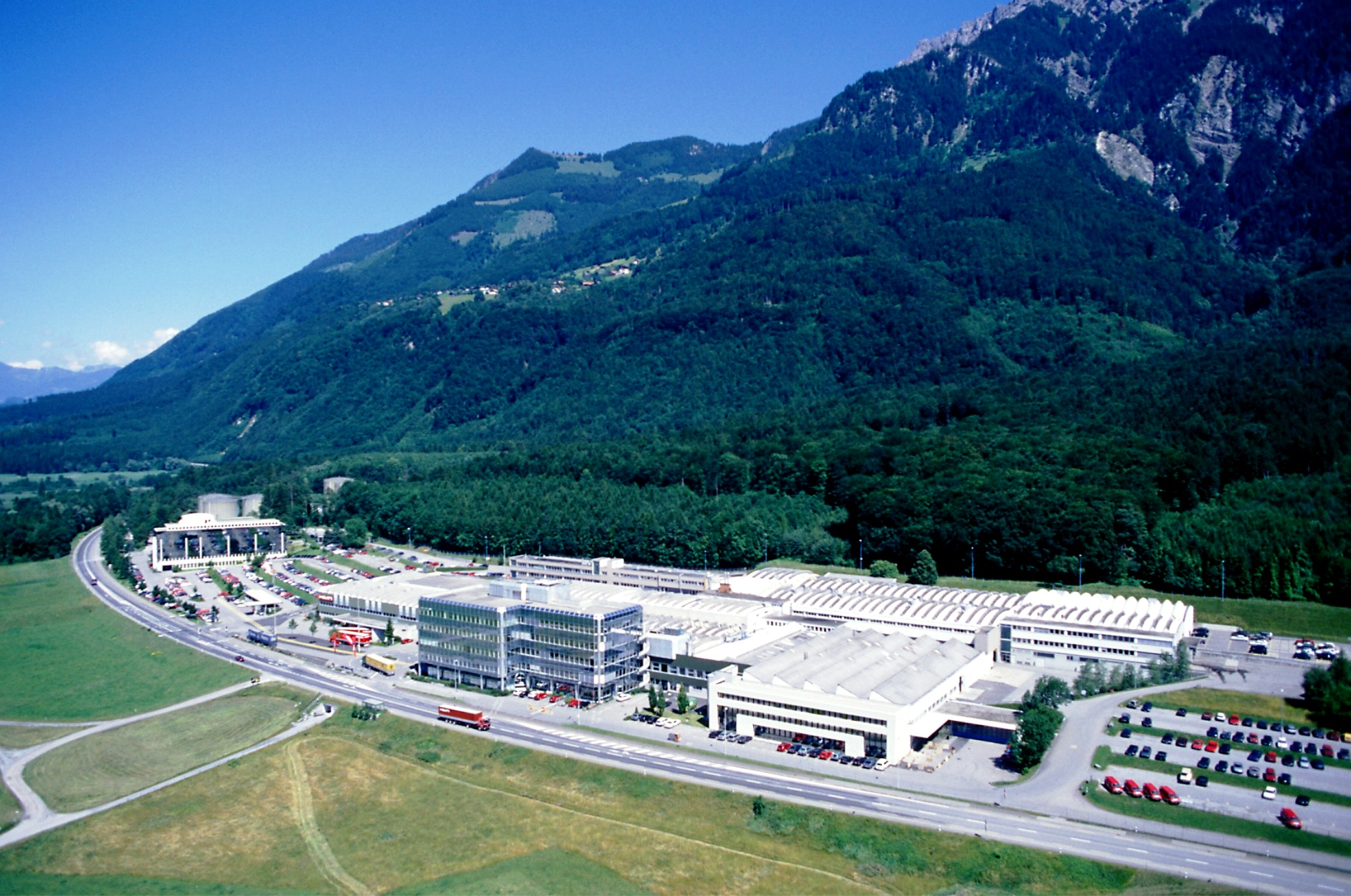
La compañía Hilti, fabricante de equipos para la construcción en Schaan, Liechtenstein.

El Gobierno está trabajando para armonizar sus políticas económicas con las de la Unión Europea. Desde 2008, Liechtenstein ha recibido presiones internacionales —en particular de Alemania— para mejorar la transparencia de sus sistemas fiscales y bancarios. En diciembre de 2008, Liechtenstein firmó un acuerdo de intercambio de información tributaria con los Estados Unidos. Una vez concluidos 12 acuerdos bilaterales de intercambio de información con Liechtenstein, en octubre de 2009 la OCDE eliminó al principado de su «lista gris» de países que aún no habían implementado el Modelo de Convenio Fiscal de la organización. A finales de 2010, Liechtenstein ya había firmado 25 acuerdos de intercambio de información fiscal o convenios de doble imposición. En 2011 Liechtenstein se incorporó a la zona Schengen, que permite viajar sin pasaporte por 26 países europeos.